# جربیل گینه‌ای
جربیل گینه‌ای (نام علمی: Gerbilliscus guineae) نام یک گونه از سرده جربیل‌های پابرهنه است.